# Glenn William Shaw

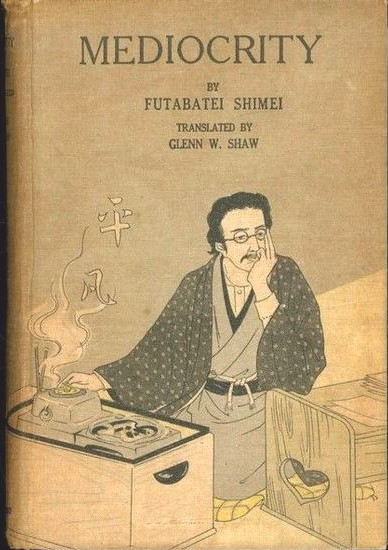
„Mediocrity“

Glenn William Shaw (geboren 17. Februar 1886 in Los Angeles (USA); gestorben 9. September 1961 in Boulder (Colorado)) war ein US-amerikanischer Pädagoge, Autor und Übersetzer.

## Leben und Werk
Glenn William Shaw machte seinen Studienabschluss am Colorado College. Er unterrichtete dort am Mid-Pacific Institute, ging dann 1911 nach Japan. Bis zum Zweiten Weltkrieg lebte er in Osaka, wo er als Radio-Sprecher und als Verfasser von Zeitungskollumen arbeitete. Daneben arbeitete er als Übersetzer bedeutender japanischer Schriftsteller ins Englische. Von 1940 bis 1945 arbeitete er als Zivilist für die amerikanische Marine, zunächst als Leiter der Sprachschule der Marine in Boulder (Colorado), wo er die Sprachausbildung Japanisch einrichtete, dann als Direktor der „Navy Intelligence School“ in Washington DC.
1949 kehrte Shaw nach Japan zurück als Historiker des US-Außenministeriums und wirkte von 1952 in der Botschaft als Kultur-Attaché bis zum Eintritt in den Ruhestand 1957. Anschließend folgte er einer Einladung zu einem Vortrag von der University of Hawaiʻi.
Shaw verfasste eine Reihe von Büchern, darunter 1929 „Ōsaka Sketches“, 1932 „Japanese Scrap-Book“, 1932 „Living in Japan“. Er übersetzte Werke von Schriftstellern wie Kurata Hyakuzō, Futabatei Shimei, Kikuchi Kan, Akutagawa Ryūnosuke.